# Boophis asquithi
Boophis asquithi — вид жаб родини мадагаскарських жаб (Mantellidae). Описаний у 2021 році. Поширений на сході Мадагаскару.

## Назва
Видова назва присвячена пану Джону Девіду Асквіту на знак визнання його підтримки досліджень біорізноманіття та збереження природи через ініціативу BIOPAT. 